# Carvalho de Egas
Carvalho de Egas is een plaats (freguesia) in de Portugese gemeente Vila Flor en telt 134 inwoners (2001).